# Michael Parkhurst
Michael Parkhurst (Providence, 11 oktober 1987) is een Amerikaans voetballer. In 2014 verruilde hij FC Augsburg voor Columbus Crew uit de Amerikaanse Major League Soccer.

## Clubcarrière
Parkhurst werd als negende geselecteerd door New England Revolution in de MLS SuperDraft 2005. In hetzelfde jaar werd hij als MLS Rookie of the Year bekroond. Hij maakte zijn eerste MLS-doelpunt op 20 oktober 2007 in een 2-2 gelijkspel tegen Toronto FC. Het doelpunt werd vanaf de middenlijn gemaakt en video's ervan werden veel verspreid en bekeken. Parkhursts carrière bij New England Revolution bleef succesvol, wat hem in 2007 de MLS Defender of the Year Award opleverde, een prijs voor de beste verdediger in een MLS-seizoen.
In 2009 tekende hij een driejarig contract bij het Deense FC Nordsjælland. Hij maakte op 1 maart 2009 zijn competitiedebuut bij Nordsjælland in een 1-1 gelijkspel tegen Vejle Boldklub. Parkhurst werd eerst op verschillende posities, waaronder als vleugelverdediger en centrale middenvelder gezet maar vond uiteindelijk zijn plek op de rechtsbackpositie, waar hij met de club de Deense voetbalbeker won. Dit was tevens de eerste prijs in de geschiedenis van FC Nordsjælland.
Na een succesvolle periode in Denemarken tekende Parkhurst op 19 december 2012 een contract bij Bundesligaclub FC Augsburg. Zijn debuut maakte hij op 10 februari 2013 in een 1-1 gelijkspel tegen FSV Mainz 05. Een teleurstellende periode bij Augsburg, waarin hij in slechts twee competitiewedstrijden speelde, kwam op 13 januari 2014 tot een einde toen hij bij het Amerikaanse Columbus Crew tekende. Parkhurst gaf later aan dat hij naar de MLS was gekomen om meer speeltijd te krijgen en zo een kans te maken op een plek in de Amerikaanse selectie voor het Wereldkampioenschap voetbal 2014. Hij maakte zijn debuut op 9 maart 2014 in een met 3-0 gewonnen wedstrijd tegen DC United.

## Interlandcarrière
Parkhurst is Iers-Amerikaans en kan daardoor voor zowel Ierland als de Verenigde Staten spelen. Zelf gaf hij de voorkeur aan de VS, maar spelen voor Ierland sloot hij ook niet uit. Parkhurst werd door de Verenigde Staten opgeroepen voor de Gold Cup-wedstrijden in 2007. Zijn debuut maakte hij op 9 juni 2007 in een wedstrijd tegen Trinidad en Tobago, waardoor spelen voor Ierland onmogelijk werd. Op 28 juli 2013 won Parkhurst met de Verenigde Staten de Gold Cup. Hij startte op het toernooi op één wedstrijd na alle wedstrijden in de basis.

## Erelijst
FC Nordsjælland
- Deens landskampioen

2012